# Wunnashowatuckoog
Wunnashowatuckoog /people at the fork of the river; where the river splits/, pleme ili banda Nipmuc Indijanaca koja je nekad živjela na jugu okruga Worcester u današnjem Massachusettsu, možda na rijeci Blackstone.
Bili su u ratu sa susjednim plemenom Narragansett s kojima su graničili, i 1637. pružali utočište pripadnicima neprijateljskog plemena Pequot, zbog čega su ih napali istočni Nipmuci, pa su se morali povuči prema zemlji Mohawk Irokeza. Ponovno se vračaju u svoju zemlju negdje u 2. polovici 17. stoljeća, kada su 1675. pod zaštitom Engleza pred napadima Mohegana i Narragansetta.